# 一人息子 (映画)
『一人息子』（ひとりむすこ）は、1936年（昭和11年）公開、小津安二郎監督による日本の長篇劇映画である。

## 概要
デビュー以来、サイレント映画を撮り続けた同監督の劇映画では初のトーキー作品である。松竹蒲田撮影所が同社のトーキー第1作『マダムと女房』（1931年）以来採用していた「土橋式トーキー」ではなく、小津番のカメラマン茂原英雄が開発した「茂原式トーキー」を採用した。茂原は撮影を杉本正次郎に任せ、初めて録音技師に回った。
小津安二郎が「ゼームス・槇」名義で書き下ろしたストーリーを池田忠雄と荒田正男が脚色した。録音技師を務めた茂原英雄に代わり、撮影技師を務めた杉本正次郎は、1933年（昭和8年）に小津の監督作『出来ごころ』を手がけた技師である。松竹蒲田撮影所では、1931年（昭和6年）の日本初の本格トーキー劇映画『マダムと女房』（監督五所平之助）を発表以来、土橋武夫の「土橋式トーキー」を採用していたが、小津はその後もサイレント映画を発表し続け、本作で本格的にトーキーと取り組むことになった。茂原の助手として小津組に参加してきたのちの小津番カメラマン厚田雄春は、本作ではチーフ撮影助手を務めた。
本作は、1936年（昭和11年）1月15日に蒲田撮影所が閉鎖されて大船に移転しており、松竹大船撮影所製作とされているが、録音助手を務めた、茂原の弟子でのちの録音技師・熊谷宏の回想によれば、実際は、小津組以外だれもいない蒲田撮影所で撮影が行われたという。茂原がトーキーの新システム「SMSシステム」（スーパー・モハラ・サウンド・システム）、通称「茂原式トーキー」の開発を蒲田の花街に事務所を構えて行っていたからで、茂原の妻であり本作に主演した飯田蝶子をはじめ、出演した女優の坪内美子、吉川満子らが夜食の炊き出しを行い、アットホームな撮影現場であったという。事実上、小津にとっても、松竹キネマにとっても、最後の「蒲田撮影所作品」となった。
本作の上映用ポジプリントは、東京国立近代美術館フィルムセンターが7,383.12フィート（2,250.4メートル）の35mmフィルム、2,968.11フィート（904.7メートル）の16mmフィルムの2ヴァージョン、いずれも82分の尺長のものを所蔵している。2003年（平成15年）11月22日、松竹がリリースした『小津安二郎 DVD-BOX 第三集』に収録された。

## あらすじ
1923年の信州（長野県）、製糸工場で女工の、おつねは小学校担任の大久保先生から息子の良助の中学校進学について話を聴く。母子家庭で金の余裕はないが、良助の強い思いに負けて、中学から大学までの進学と卒業後の就職での上京を許す。
1935年の信州（長野県）、おつねは息子からの就職したとの連絡をうけ、翌春には上京したいと考える。
1936年の東京、上京したおつねは場末の一軒家で妻と子供一人で暮らす良助を見て幻滅する。良助の職業は夜間の学校（夜学）の教師をしている。良助の小学校時代の担任だった大久保先生も更なる出世を目指して地元の教師を退職して上京したが寂れたトンカツ屋を経営していた。良助は東京での生活の困難を訴える。おつねはその不甲斐なさを責め涙するが、翌日、貧しい隣家の息子が大ケガをして、良助が入院費をあげる姿を見て誇りに思った。
その後、おつねは信州に帰郷して、同僚に誇らしげに息子のことを語るのだった。

## スタッフ
- 監督 : 小津安二郎
- 脚色 : 池田忠雄、荒田正男
- 原作 : ゼームス槇（小津安二郎）
- 撮影 : 杉本正次郎
- 配光 : 中島利光
- 美術監督 : 浜田辰雄
- 舞台装置: 大谷弥吉
- 舞台装飾 : 日野芳篤
- 録音 : 茂原英雄、長谷川栄一
- 音響効果 : 斎藤六三郎
- 衣裳 : 斎藤耐三
- 結髪 : 岸村郁
- 字幕 : 藤岡秀三郎
- 字幕撮影 : 広木正幹
- 現像焼付 : 納所歳巳、阿部鉉太郎、宮城島文一、由良貞司
- 音楽 : 伊藤宣二
- 演奏 : 松竹大船楽団
- 監督助手 : 原研吉、根岸浜男、西川信夫
- 撮影補助 : 厚田雄春、桜井清寿、宇野沢仁
- 録音補助 : 吉川倫治、入江政男、神保幹雄、熊谷宏、関原松雄、小谷野幸雄
- 撮影事務 : 高山伝

## キャスト
- 野々宮つね（おつね） - 飯田蝶子
- 野々宮良助 - 日守新一

その少年時代 - 葉山正雄
- 良助の妻杉子 - 坪内美子
- おたか（良助の隣家の奥さん） - 吉川満子

その子（富坊）- 突貫小僧
- 大久保先生 - 笠智衆

その妻 - 浪花友子
その子 - 爆弾小僧
- 女工 - 高松栄子
- 近所の子 - 加藤清一
- 君子 - 小島（別名：小嶋）和子
- 松村老人 - 青野清

## 作品データ
- 製作 : 松竹大船撮影所
- フォーマット : 白黒　スタンダードサイズ（1.37:1）　モノラル（茂原式トーキー）
- 初回興行 : 浅草・帝国館
- 同時上映 :